# 툼픙
툼픙(인도네시아어·자와어: tumpeng)은 인도네시아의 쌀밥 요리이다. 일반 쌀밥이나 노란밥, 코코넛밥 등을 고깔 모양으로 만들고 주위에 여러 가지 음식으로 둘러 내는 요리로, 자와·마두라·발리섬에서 먹는 자와 요리의 하나이다. 전통적으로 슬라므탄 의식 등에 사용하는 의례 음식이며, 인도네시아의 국민 음식 가운데 하나로 여겨진다.

## 이름
- 툼픙(인도네시아어·자와어: tumpeng, 자와어: ꦠꦸꦩ꧀ꦥꦼꦁ)
- 나시 툼픙(인도네시아어: nasi tumpeng)
- 세가 툼픙(자와어: sega tumpeng, ꦱꦼꦒꦠꦸꦩ꧀ꦥꦼꦁ)

## 만들기
나시 쿠닝(노란 코코넛밥)이나 나시 우둑(흰 코코넛밥), 나시 푸티(일반 흰쌀밥) 등을 고깔 모양 대나무 통에 넣어서 원뿔 모양으로 만든 다음, "탐파(tampah)"라 불리는 대나무 채반에 올리고 윗부분을 바나나잎으로 감싼다. 밥 주위에는 프르크델, 아본, 튀긴 콩, 달걀 부침, 오이, 셀러리 등을 두른다. 튀긴 템페, 스룬뎅, 장두 우랍, 염장생선, 튀긴 메기 등을 쓰기도 한다.

## 사진

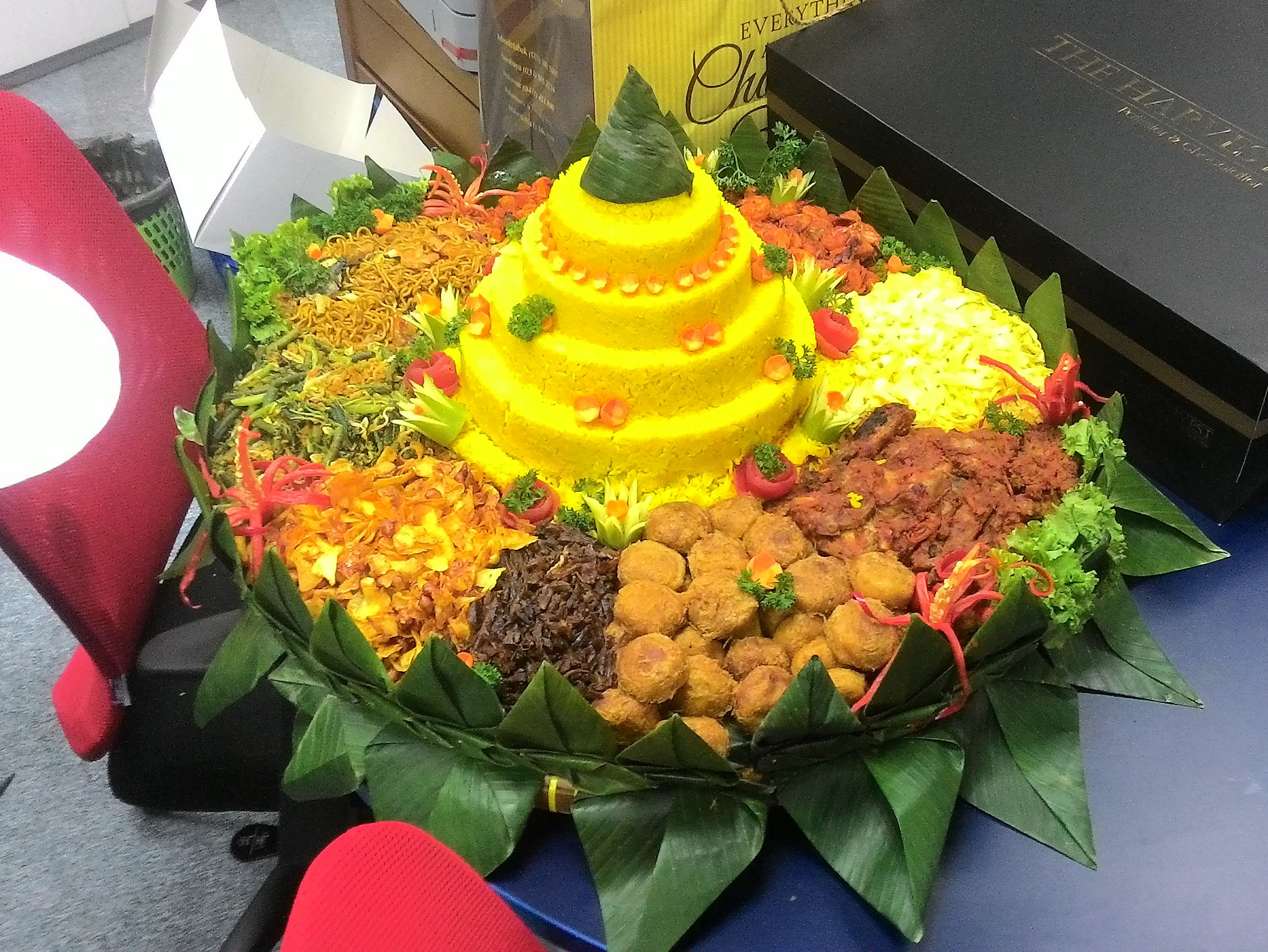
계단식 나시 쿠닝 툼픙
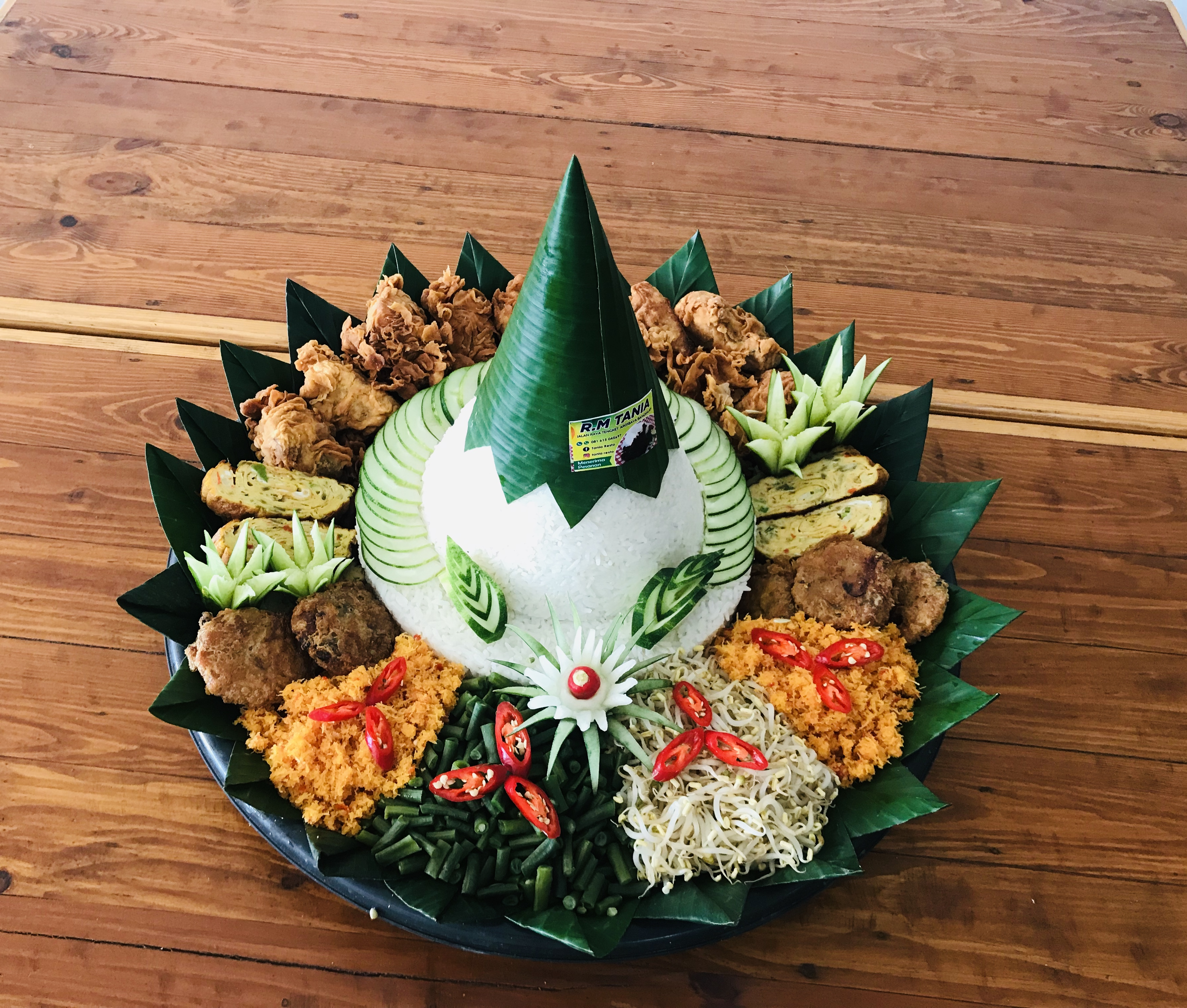
나시 푸티 툼픙

## 같이 보기
- 테마키